# 92. Infanterie-Division (Wehrmacht)
La 92. Infanterie-Division fu una divisione dell'esercito tedesco attiva durante la seconda guerra mondiale che venne creata nel gennaio 1944 e che venne inviata in Italia fino al giugno dello stesso anno, quando venne sciolta.

## Storia
La divisione fu costituita il 15 gennaio 1944 a Nikolsburg e venne subito trasferita in Italia, nella zona tra Grosseto e Orbetello come forza di occupazione. Dall'aprile 1944 la divisione fu impiegata in operazioni di combattimento nella zona di Viterbo e sui Monti Albani, fu sciolta il 20 giugno 1944 e utilizzata per rinnovare la 362. Infanterie-Division.

## Ordine di battaglia
- Grenadier-Regiment 1059
- Grenadier-Regiment 1060
- Artillerie-Regiment 192
- Pionier-Bataillon 192
- Feldersatz-Bataillon 192
- Panzerjäger-Abteilung 192
- Divisions-Füsilier-Bataillon 192
- Divisions-Nachrichten-Abteilung 192
- Divisions-Versorgungs-Regiment 192[1]

## Comandanti
- Oberst Freiherr de la Salle von Louisenthal (5 gennaio 1944 - 10 febbraio 1944)
- Generalleutnant Werner Göritz (10 febbraio 1944 - 20 giugno 1944)[1]